# Theodoxus velox
Theodoxus velox is een slakkensoort uit de familie van de Neritidae. De wetenschappelijke naam van de soort is voor het eerst geldig gepubliceerd in 1999 door V. Anistratenko in O. Anistratenko, Starobogatov & V. Anistratenko.